# 베아트리스 앳 디너
《베아트리스 앳 디너》(영어: Beatriz at Dinner)는 2017년 6월 개봉한 미국, 캐나다의 코미디 영화이다. 미구엘 아테타가 감독을, 마이크 화이트가 각본을 맡았다. 2017 선댄스 영화제 영화제에서 전세계 최초 상영되었다.

## 출연

### 주연
- 셀마 헤이엑
- 존 리스고
- 클로에 세비니

### 조연
- 코니 브리튼
- 에이미 랜덱커
- 제이 듀플래스
- 존 얼리
- 데이빗 워쇼프스키
- 숀 오브라이언
- 엔리크 카스틸로
- 솔리대드 세인트 힐레어